# 航空自衛隊第5術科学校
航空自衛隊第5術科学校（こうくうじえいたいだい5じゅつかがっこう、英称：5th Technical School）は、愛知県小牧市の小牧基地に所在する、航空教育集団直轄の教育機関である。

## 概要
航空保安管制や航空警戒管制に関する術科の教育訓練を担当している。また、航空警戒管制部隊及び航空保安管制部隊の運用等に関する調査・研究を行なっている。また、陸上自衛官・海上自衛官に対する航空管制の受託教育も実施している。

## 沿革
- 1958年（昭和33年）10月1日：松島基地において長官直轄部隊である「管制教育団」を編成。
- 1959年（昭和34年）
  - 1月：仙台管制教育分遺隊（後の第2分校）新編[1]。
  - 3月：高蔵寺管制教育分遺隊（後の第1分校）新編[1]。
  - 5月12日：管制教育団が小牧基地へ移動。
  - 6月：飛行隊（後の飛行課）新編[1]。
- 1962年（昭和37年）10月1日：管制教育団を改編し、「航空自衛隊第5術科学校」を設置。
- 1964年（昭和39年）3月10日：第2分校が静浜基地に移動[1]。
- 1966年（昭和41年）5月12日：バッジ正規課程開始[1]。
- 1969年（昭和44年）3月31日：第3分校が美保基地に新編[1]。
- 1975年（昭和50年）4月3日：第2分校を廃止[1]。
- 1977年（昭和52年）4月1日：要撃管制実習装置及び語学練習装置取得[1]。
- 1978年（昭和53年）3月31日：第3航空団の三沢基地移動に伴い基地業務を移管[1]。
- 1982年（昭和57年）10月1日：T-33AをT-1Bに機種転換[1]。
- 1986年（昭和61年）
  - 1月24日：第3分校を廃止[1]。
  - 7月11日：新バッジ正規課程開始[1]。
  - 8月1日：電算機処理員課程正規化[1]。
- 1989年（平成元年）
  - 3月16日：航空教育集団新編に伴い、同隷下に編入
  - 3月30日：飛行場管制訓練装置運用開始[1]。
- 1990年（平成02年）3月31日：基地業務を第1輸送航空隊へ移管[1]。
- 1991年（平成03年）3月1日：飛行計画作成実習装置運用開始[1]。
- 1992年（平成04年）3月31日：CAIシステム導入[1]。
- 1999年（平成11年）
  - 6月15日：英語集中管理施設完成[1]。
  - 7月1日：新合同庁舎完成[1]。
- 2001年（平成13年）7月31日：第1分校を廃止[1]。
- 2005年（平成17年）12月21日：要撃管制幹部課程実機管制実習終了[2]。
- 2006年（平成18年）
  - 3月3日：T-1Bラストフライト[2]。
  - 3月27日：飛行課を廃止[1]。
- 2008年（平成20年）1月9日：自動警戒管制システム（JADGE）正規課程教育開始[1]。

## 組織編成
- 総務課
- 教務課
- 第1教育部
- 第2教育部
- 整備部
  - 計画課
  - 整備課
- 学生隊

## 主要幹部
| 官職名                  | 階級    | 氏名     | 補職発令日     | 前職                                                                  |
| ----------------------- | ------- | -------- | -------------- | --------------------------------------------------------------------- |
| 航空自衛隊第5術科学校長 | 空将補  | 聖德麻未 | 2025年08月01日 | 航空幕僚監部人事教育部厚生課長                                        |
| 副校長                  | 1等空佐 | 角谷茂幸 | 2022年12月13日 | 航空自衛隊幹部学校教育部主任教官 兼 航空自衛隊幹部学校勤務            |
| 総務課長                |         |          |                |                                                                       |
| 教務課長                |         |          |                |                                                                       |
| 第1教育部長             | 1等空佐 | 浅井圭夏 | 2024年08月08日 | 警戒航空団司令部防衛部長                                              |
| 第2教育部長             | 1等空佐 | 東郷博之 | 2022年09月30日 | 航空幕僚監部人事教育部人事教育計画課 ワークライフバランス推進企画班長 |
| 整備部長                |         |          |                |                                                                       |
| 学生隊長                |         |          |                |                                                                       |

| 代                      | 氏名                | 在職期間               | 出身校・期                       | 前職                                                    | 後職                                                    |
| 管制教育団司令          | 管制教育団司令      | 管制教育団司令         | 管制教育団司令                   | 管制教育団司令                                          | 管制教育団司令                                          |
| ----------------------- | ------------------- | ---------------------- | -------------------------------- | ------------------------------------------------------- | ------------------------------------------------------- |
| 01                      | 梅崎 実 （1等空佐） | 1958.10.1 - 1961.7.14  | 海兵58期                         | 航空幕僚監部付                                          | 航空自衛隊第4術科学校長 兼 熊谷基地司令                 |
| 02                      | 大平義賢            | 1961.7.15 - 1962.7.15  | 陸士44期・ 陸大52期              | 航空自衛隊幹部学校教育部長                              | 統合幕僚会議事務局第1幕僚室長                           |
| 03                      | 富永 弘 （1等空佐） | 1962.7.16 - 1962.9.30  | 陸士44期・ 陸大54期              | 防衛大学校教授                                          | 航空自衛隊第5術科学校長                                 |
| 航空自衛隊第5術科学校長 |                     |                        |                                  |                                                         |                                                         |
| 01                      | 富永 弘 （1等空佐） | 1962.10.1 - 1963.9.30  | 陸士44期・ 陸大54期              | 管制教育団司令                                          | 航空自衛隊幹部学校付 →1963.11.27 停年退官（空将補昇任） |
| 02                      | 鈴木順二郎          | 1963.10.1 - 1964.9.30  | 東京帝国大学 昭和9年卒           | 技術研究本部技術開発官 →1963.8.1 術科教育本部付         | 航空幕僚監部付 →1964.12.1 退職（空将昇任）              |
| -                       | 猪子輝雄            | 1964.10.1 - 1965.3.30  | 陸士47期                         | 職務代理（本務：第5術科学校副校長）                     | 職務代理（本務：第5術科学校副校長）                     |
| 03                      | 周防元成            | 1965.3.31 - 1966.2.15  | 海兵62期                         | 第2航空団司令 兼 千歳基地司令                           | 保安管制気象団司令                                      |
| 04                      | 重原慶司            | 1966.2.16 - 1967.3.15  | 陸士48期・ 陸大58期              | 北部航空警戒管制団司令 兼 三沢基地司令                  | 第3航空団司令 兼 小牧基地司令                           |
| 05                      | 石井壽男            | 1967.3.16 - 1968.4.11  | 陸士49期・ 陸大58期              | 統合幕僚会議事務局第1幕僚室長 →1966.7.16 航空幕僚監部付 | 航空自衛隊第2補給処長 兼 岐阜基地司令                   |
| -                       | 向山喜彰            | 1968.4.12 - 1968.7.15  | 海兵66期                         | 職務代理（本務：第5術科学校副校長）                     | 職務代理（本務：第5術科学校副校長）                     |
| 06                      | 川村良吉            | 1968.7.16 - 1970.7.15  | 陸士50期・ 陸大59期              | 中部航空方面隊司令部幕僚長                              | 航空自衛隊幹部学校副校長                                |
| 07                      | 石井信太郎          | 1970.7.16 - 1972.2.15  | 海兵66期                         | 中部航空警戒管制団司令 兼 入間基地司令                  | 航空幕僚監部付 →1972.7.1 退職                           |
| 08                      | 野口美喜雄          | 1972.2.16 - 1973.3.15  | 陸士52期・ 陸大60期              | 中部航空警戒管制団司令 兼 入間基地司令                  | 航空幕僚監部付 →1973.7.1 退職（空将昇任）               |
| 09                      | 川上次郎            | 1973.3.16 - 1974.3.15  | 陸士54期                         | 第13飛行教育団司令                                      | 航空幕僚監部付 →1974.7.1 退職                           |
| 10                      | 植草義四郎          | 1974.3.16 - 1975.2.16  | 陸士55期                         | 保安管制気象団副司令                                    | 航空幕僚監部付 →1975.10.1 退職                          |
| 11                      | 遠山司三郎          | 1975.2.17 - 1976.8.20  | 海兵71期                         | 北部航空方面隊司令部幕僚長                              | 航空幕僚監部付 →1977.3.1 退職                           |
| 12                      | 原田義治            | 1976.8.21 - 1977.7.31  | 陸士57期                         | 第12飛行教育団司令 兼 防府北基地司令                    | 西部航空方面隊付 →1978.1.1 退職                         |
| 13                      | 眞志田守            | 1977.8.1 - 1979.12.4   | 陸士58期                         | 第2航空団司令 兼 千歳基地司令                           | 術科教育本部付 →1980.3.17 退職                          |
| 14                      | 勝屋太郎            | 1979.12.5 - 1981.3.15  | 陸航士60期・ 立教大学 昭和26年卒 | 航空幕僚監部防衛部副部長                                | 航空総隊司令部勤務 →1981.4.10 同司令部幕僚長            |
| 15                      | 倉林和男            | 1981.3.16 - 1982.3.15  | 中央大学・ 5期幹候（陸）         | 南西航空混成団司令部幕僚長                              | 航空幕僚監部付 →1982.7.1 退職                           |
| 16                      | 鈴木六郎            | 1982.3.16 - 1983.7.31  | 東北学院専門・ 5期幹候（陸）     | 北部航空警戒管制団司令                                  | 航空幕僚監部付 →1983.11.16 退職                         |
| 17                      | 藤井 力             | 1983.8.1 - 1986.3.30   | 関西大学・ 3期幹候               | 北部航空警戒管制団司令                                  | 術科教育本部幹事                                        |
| 18                      | 鐘ヶ江碩則          | 1986.3.31 - 1987.7.6   | 早稲田大学・ 7期幹候             | 防衛大学校教授                                          | 退職                                                    |
| 19                      | 尾坪祐三            | 1987.7.7 - 1989.3.15   | 防大1期                          | 航空幕僚監部監察官                                      | 飛行開発実験団司令                                      |
| 20                      | 青井 昭             | 1989.3.16 - 1990.3.15  | 岡山大学・ 11期幹候              | 航空自衛隊幹部候補生学校副校長                          | 退職                                                    |
| 21                      | 高本昭彦            | 1990.3.16 - 1991.6.30  | 防大3期                          | 西部航空警戒管制団司令 兼 春日基地司令                  | 退職                                                    |
| 22                      | 山岡靖義            | 1991.7.1 - 1994.3.22   | 関西大学・ 28期幹候              | 北部航空警戒管制団司令                                  | 退職                                                    |
| 23                      | 岡本智博            | 1994.3.23 - 1996.3.24  | 防大11期                         | 西部航空方面隊司令部幕僚長                              | 航空幕僚監部監理部長                                    |
| 24                      | 小林一雅            | 1996.3.25 - 1998.3.25  | 防大8期                          | 統合幕僚会議事務局 第1幕僚室中央指揮所管理運営室長      | 退職                                                    |
| 25                      | 瀬戸正胤            | 1998.3.26 - 1999.7.8   | 防大10期                         | 第7航空団司令 兼 百里基地司令                           | 退職                                                    |
| 26                      | 岡田美孝            | 1999.7.9 - 2001.1.10   | 防大13期                         | 航空支援集団司令部幕僚長                                | 西部航空方面隊副司令官                                  |
| 27                      | 田中 保             | 2001.1.11 - 2002.3.21  | 防大13期                         | 南西航空警戒管制隊司令                                  | 航空自衛隊幹部学校副校長                                |
| 28                      | 外薗健一朗          | 2002.3.22 - 2003.3.26  | 防大18期                         | 北部航空警戒管制団司令                                  | 統合幕僚会議事務局第5幕僚室長                           |
| 29                      | 萩原米雄            | 2003.3.27 - 2004.8.29  | 防大18期                         | 第3輸送航空隊司令 兼 美保基地司令                       | 南西航空混成団副司令                                    |
| 30                      | 双石芳則            | 2004.8.30 - 2006.8.3   | 防大16期                         | 西部航空方面隊副司令官                                  | 退職                                                    |
| 31                      | 秦啓次郎            | 2006.8.4 - 2008.7.31   | 防大21期                         | 航空自衛隊幹部候補生学校長 兼 奈良基地司令              | 航空支援集団副司令官                                    |
| 32                      | 宮脇俊幸            | 2008.8.1 - 2009.3.23   | 防大20期                         | 航空幕僚監部技術部長                                    | 飛行開発実験団司令                                      |
| 33                      | 木村和彦            | 2009.3.24 - 2010.12.23 | 防大25期                         | 航空幕僚監部防衛部施設課長                              | 西部航空警戒管制団司令 兼 春日基地司令                  |
| 34                      | 木村達人            | 2010.12.24 - 2013.3.27 | 防大25期                         | 航空保安管制群司令                                      | 航空自衛隊第4術科学校長 兼 熊谷基地司令                 |
| 35                      | 渡邊博史            | 2013.3.28 - 2015.11.30 | 防大28期                         | 航空幕僚監部人事教育部援護業務課長                      | 南西航空混成団副司令                                    |
| 36                      | 大浦弘容            | 2015.12.1 - 2017.7.31  | 防大27期                         | 航空自衛隊幹部候補生学校長 兼 奈良基地司令              | 退職                                                    |
| 37                      | 秋山圭太郎          | 2017.8.1 - 2019.3.31   | 防大31期                         | 統合幕僚監部報道官                                      | 北部航空警戒管制団司令                                  |
| 38                      | 横尾 広             | 2019.4.1 - 2021.9.29   | 日本大学・ 80期幹候              | 南西航空警戒管制団司令                                  | 警戒航空団司令                                          |
| 39                      | 齋藤拓也            | 2021.9.30 - 2023.12.21 | 防大35期                         | 西部航空警戒管制団司令 兼 春日基地司令                  | 警戒航空団司令                                          |
| 40                      | 福田隆宏            | 2023.12.22 - 2025.7.31 | 防大35期                         | 北部航空方面隊副司令官                                  | 航空救難団司令                                          |
| 41                      | 聖德麻未            | 2025.8.1 -             |                                  | 航空幕僚監部人事教育部厚生課長                          |                                                         |

## 歴代運用機
- 実習機
  - T-33A（1962年 - 1982年）
  - T-1B（1982年 - 2006年）